# 中堂水道
中堂水道位于中国广东省东莞市西北部，东起高埗镇卢村接东江南干流来水，向西至中堂镇东向村汇入倒运海水道。全长6.5千米，平均比降0.58‰。中堂水道地处东江三角洲北部，地形起伏小，岸边带受海潮影响，地下水循环交替作用迟缓。水道两岸为冲积围垦区，土地肥沃。